# الفجاءة السلمي
الفُجَاءة السلمي (ت. 11 هـ / 632 م) هو من كبار أهل الردة.
هو إياس ‘الفجاءة’ بن عبد الله بن عبد ياليل السلمي، من بني سُليم، يُروى أنه دخل على أبي بكر، وهو لا يعرفه - وقال له: «إني مسلم، وقد أردت جهاد من ارتد فاحملني وأعني»، فأعطاه أبو بكر سلاحاً، وبدأ يأخذ أموال الناس ويقتل مخالفيه، فأرسل إليه أبو بكر من جاء به وأحرقه بالنار. وروي أيضا أن أبو بكر ندم على فعلته هذه وقال بعد ذلك: «وددت أني لم أكن حرقت الفجاءة وأني كنت قتلته».
وهي لا تصح . وهذا من الروايات التاريخية الشاذة، وفيه افتراء على الصحابة.